# Alexandre Guimarães
Alexandre Henrique Borges Guimarães (Maceió, 1959. november 7. – ) Costa Rica-i válogatott labdarúgó és edző. 

## Pályafutása

### Klubcsapatban
Maceióban, Brazíliában született és 1971-ben, 12 éves korában költözött Costa Ricába. 1980-ban kapta meg a Costa Rica-i állampolgárságot. 1979 és 1980 között a Durpanel San Blas játékosa volt. 1980 és 1981 között a Municipal Puntarenas csapatában szerepelt. 1982 és 1991 között a Deportivo Saprissa csapatában játszott, melynek tagjaként három bajnoki címet (1982, 1988, 1989) szerzett. 1991 és 1992 között a Municipal Turrialba labdarúgója volt. 

### A válogatottban
1985 és 1990 között 16 alkalommal szerepelt az Costa Rica-i válogatottban és 2 gólt szerzett. Részt vett az 1990-es világbajnokságon, ahol a Brazília, és a Svédország elleni csoportmérkőzésen, illetve a Csehszlovákia elleni nyolcaddöntőben is csereként lépett pályára. Skócia ellen nem kapott lehetőséget.

### Edzőként
1994-ben a Belén együttesénél kezdte az edzősködést. 1996 és 1997 között a Heredianót edzette. 1997-től 2000-ig a Deportivo Saprissa vezetőedzője volt, de 1999-ben Guatemalában is dolgozott a Comunicaciones együttesénél. 2000-ben kinevezték a Costa Rica-i válogatott szövetségi kapitányának. és kijuttatta a válogatottat a 2002-es világbajnokságra, a 2002-es CONCACAF-aranykupán pedig ezüstérmet szerzett. A világbajnokságot követően dolgozott a CS Cartaginés csapatánál, majd Mexikóban vállalt munkát az Irapuato és a Dorados de Sinaloa csapatánál. 2005-ben ismét kinevezték a válogatott élére és irányításával részt vettek a 2006-os világbajnokságon. 2006 és 2008 között a panamai válogatottat irányította szövetségi kapitányként és részt vett a 2007-es CONCACAF-aranykupán. 2010 és 2011 között az Arab emírségekben dolgozott, előbb az Al-Vasl, majd az Al-Dhafra csapatánál. 2011-ben hazatért Costa Ricába a Deportivo Saprissa együtteséhez, ahol évet töltött. 2012-től 2014-ig a kínai Tiencsin Teda, 2016-tól 2018-ig az indiai Mumbai City vezetőedzője volt. 2019-ben Kolumbiába szerződött az América de Cali csapatához, mellyel megnyerte a kolumbiai bajnokságot. 2020 és 2021 között a szintén kolumbiai Atlético Nacionalt edzette. A 2022–23-as szezonban ismét az América de Cali edzője volt. 

## Sikerei, díjai

### Játékosként
Deportivo Saprissa
- Costa Rica-i bajnok (2): 1982, 1988, 1989

Costa Rica
- CONCACAF-bajnokság győztes (1): 1989

### Edzőként
Deportivo Saprissa
- Costa Rica-i bajnok (2): 1997–98, 1998–99

América de Cali
- Kolumbiai bajnok (1): 2019

Costa Rica
- CONCACAF-aranykupa döntős (1): 2002